# Olof Mellberg
Erik Olof Mellberg (Gullspång, 3 de setembre de 1977) és un futbolista suec, que ocupa la posició de defensa.

## Trajectòria
És nebot del també futbolista Bror Mellberg.
Comença a destacar al conjunt del Degerfors IF, d'on passa a l'AIK. En aquest equip causa una gran impressió que possibilita que 10 mesos després marxe al Racing de Santander, de la primera divisió espanyola. Encara que al principi va tenir certes dificultats per adaptar-se al futbol hispà, va esdevindre una de les peces clau del Racing durant tres campanyes, cridant l'atenció d'equips més potents.

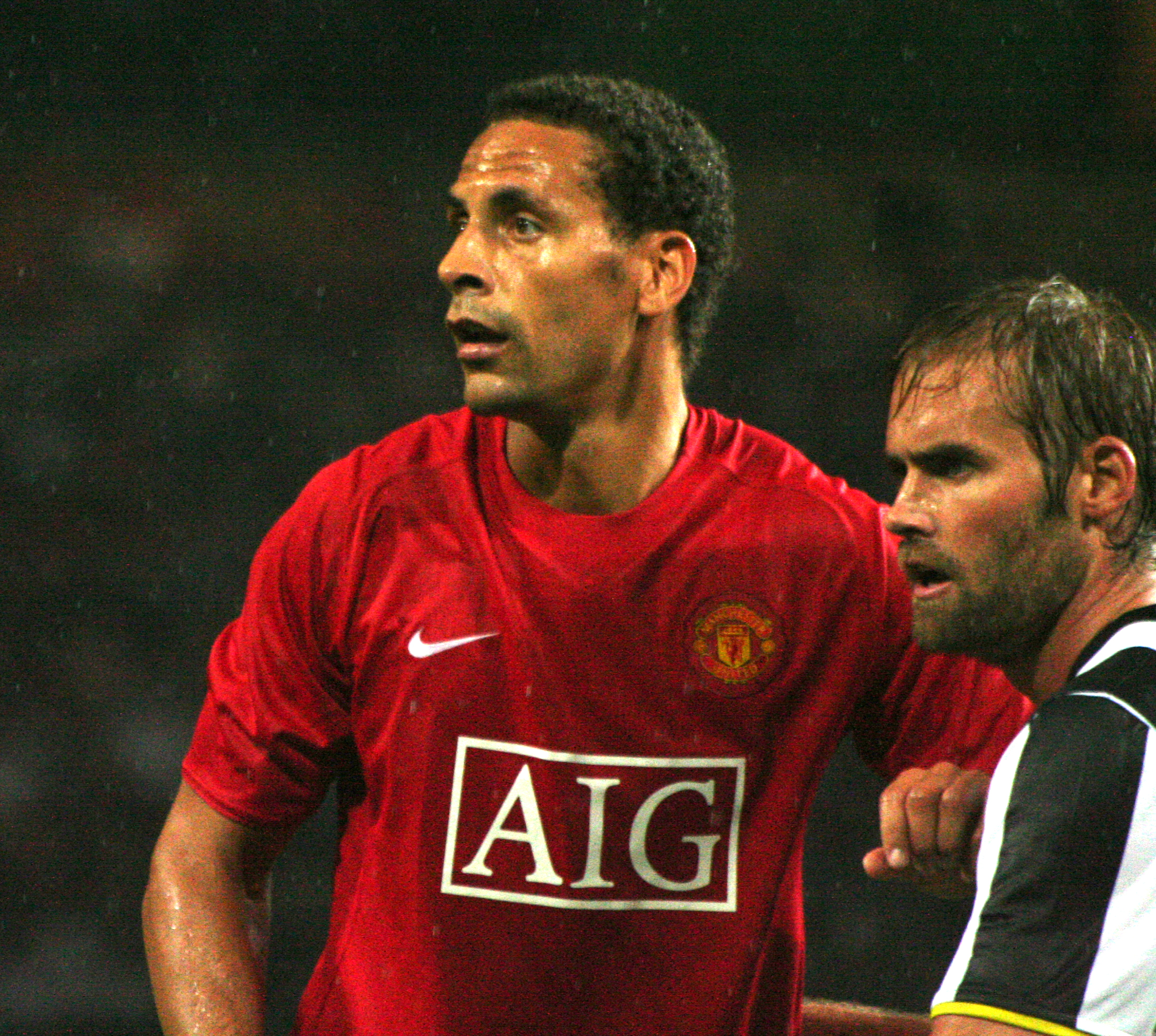
Mellberg, a la dreta, amb Rio Ferdinand

A les postres, el 2001 signa amb l'Aston Villa FC, on va ser titular durant set temporades. Amb els de Birmingham va arribar a ser el capità ja a la primera temporada, en la qual van ser sisens a la Premier i semifinalistes a la Copa de la Lliga. En total, va sumar 231 partits amb els Villans, sent un dels jugadors més destacats del club en la dècada.

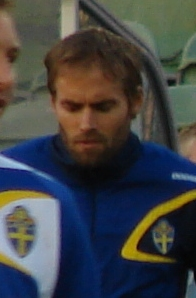
Mellberg entrenant amb Suècia

Per al 2008 recala a la Juventus FC, on disputa 27 partits, i a l'any següent marxa a l'Olympiakos FC, per 2,5 milions d'euros.

## Selecció
Mellberg ha estat membre de l'equip suec que hi va participar en els Mundials de 2002 i de 2006, així com a les Eurocopes del 2000, 2004, 2008 i 2012. En total, sumà 117 partits i vuit gols amb els escandinaus abans de retirar-se després de l'Eurocopa 2012.

## Palmarès
- Allsvenskan: 1998
- Guldbollen: 2003
- Superlliga grega: 2010-11 i 2011-12.
- Copa grega: 2011-12.